# Infauna
Tot de infauna behoren alle in zout of zoet water levende dieren, die geassocieerd zijn aan een losse, uit klei, zand of grind bestaande, bodem. De infauna staat min of meer 'tegenover' de epifauna.
Veel dieren die tot de infauna behoren, leven ingegraven in het sediment. Een belangrijk kenmerk van deze ingegraven soorten is dat zij toch betrekkelijk mobiel zijn. Veel soorten zijn in staat zich gravend door het sediment te verplaatsen wat van pas komt als zij door omwoeling door golfwerking of een andere oorzaak uit het sediment zijn geraakt. Bepaalde schelpdieren, bijvoorbeeld mesheften, zijn in staat zich binnen enkele seconden weer in te graven.
Sommige soorten, zoals de penhoren (Turritella communis) graven zich al etend door het sediment, andere zitten op één plaats en filteren zeewater dat zij boven de bodem met behulp van sifonen of gelijksoortige organen naar binnen zuigen en gefilterd weer naar buiten spuiten.
De infauna woelt door de graafactiviteit de waterbodem om waardoor eventueel oorspronkelijke gelaagdheid wordt verstoord en zelfs geheel kan verdwijnen. In de sedimentologie heet een dergelijke afzetting bioturbaat.
Belangrijke vertegenwoordigers van de mariene 'infauna' zijn de zeepier (Arenicola marina), de kokkel (Cerastoderma edule) en de slijkgarnaal (Corophium volutator). In het zoete water behoren Unionidae, insectenlarven, zoals de elzenvlieg (Sialis lutaria), tot de infauna.